# アトガ・ハーン

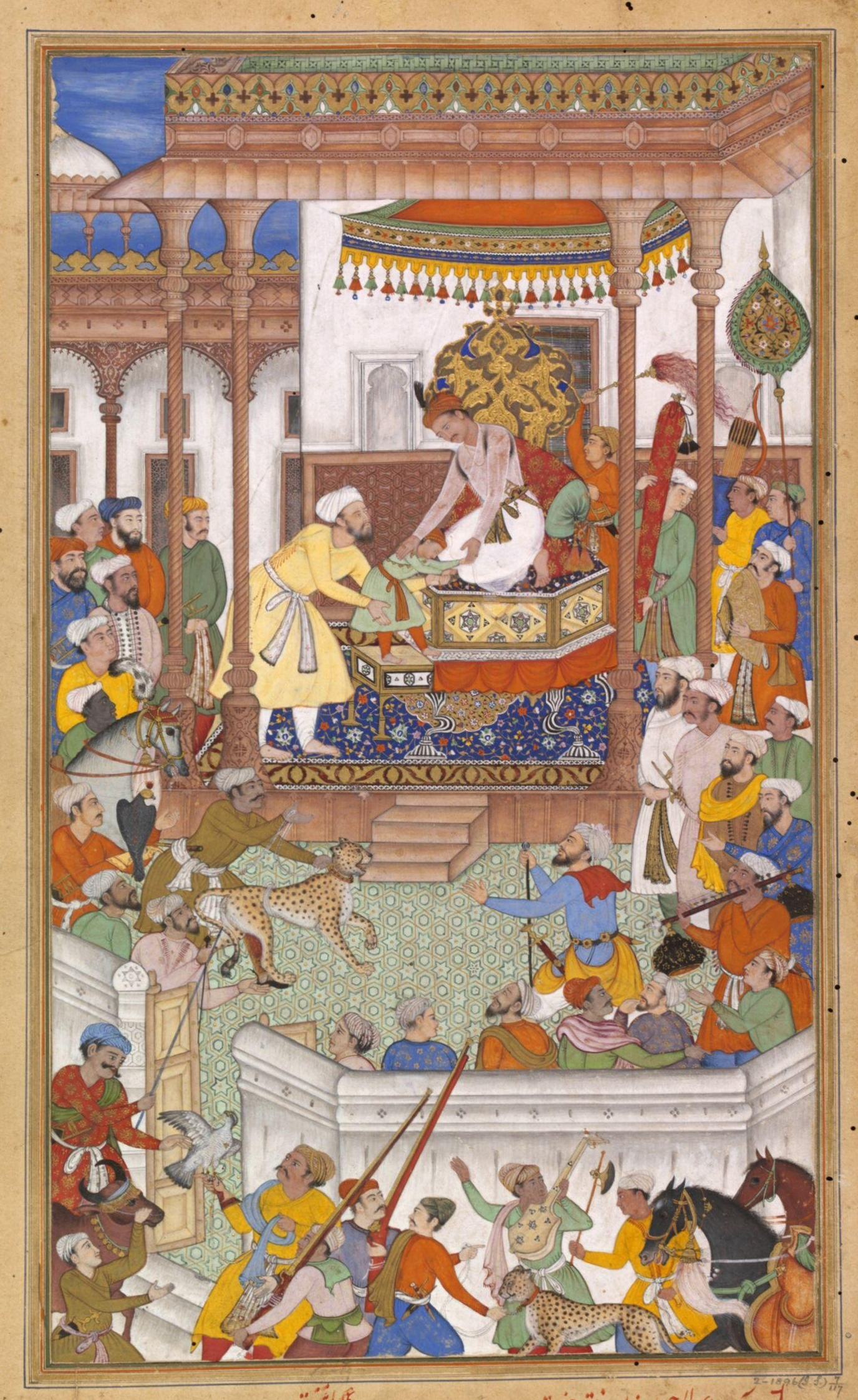
アブドゥル・ラヒーム・ハーンをアクバルに引き渡すアトガ・ハーン（アクバル・ナーマ）

アトガ・ハーン（Atgah Khan, 生年不詳 - 1562年5月16日）は、北インド、ムガル帝国の政治家・武将。宰相でもある。シャムスッディーン・ムハンマド・ハーン（Shamsu'd-Din Muhammad Khan）の名でも知られる。

## 生涯
1540年、ムガル帝国の皇帝フマーユーンがカナウジの戦いでシェール・シャーに敗れ、象に乗ってガンジス川を渡って逃げる際、安全に着岸できるよう尽力した。それ以降、彼はフマーユーンに近侍することを許され、その妻ジージー・アナガは皇子アクバルの乳母となった。
1556年、フマーユーンが死んでアクバルが皇帝になったが彼のもとでも重用され、乳母の夫ということで養父を意味する「アトガ」で呼び、息子ミールザー・アズィーズ・コーカは乳兄弟を意味する「コーカ」で呼ばれた。
1560年、宰相位を解任されたバイラム・ハーンは自分の部下バハードゥル・ハーンが宰相となったのを見て反乱を起こした。だが、アクバルはアトガ・ハーンをその討伐に差し向け、彼はこれを制圧した。
さて、バイラム・ハーン失脚後、アクバルの乳母マーハム・アナガが政権を握ったが、フマーユーン以来の重臣であるアトガ・ハーンはマーハム・アナガ一派に対抗しうる存在あった。そのため、アトガ・ハーンは政権から外され、皇帝に不満を訴えたこともあった。
だが、1561年11月にアクバルはマーハム・アナガ子飼いのバハードゥル・ハーンに代えて、アトガ・ハーンを宰相に任命した。アトガ・ハーンと同様にフマーユーン以来の重臣だったムヌイム・ハーンは内心彼が宰相であることに不満を持っており、マーハム・アナガの息子アドハム・ハーンにその暗殺を唆した。調子に乗りやすかったアドハム・ハーンはムヌイム・ハーンに唆され、彼自身もアトガ・ハーンが宰相であることが気にくわなかったため、その暗殺を計画した。

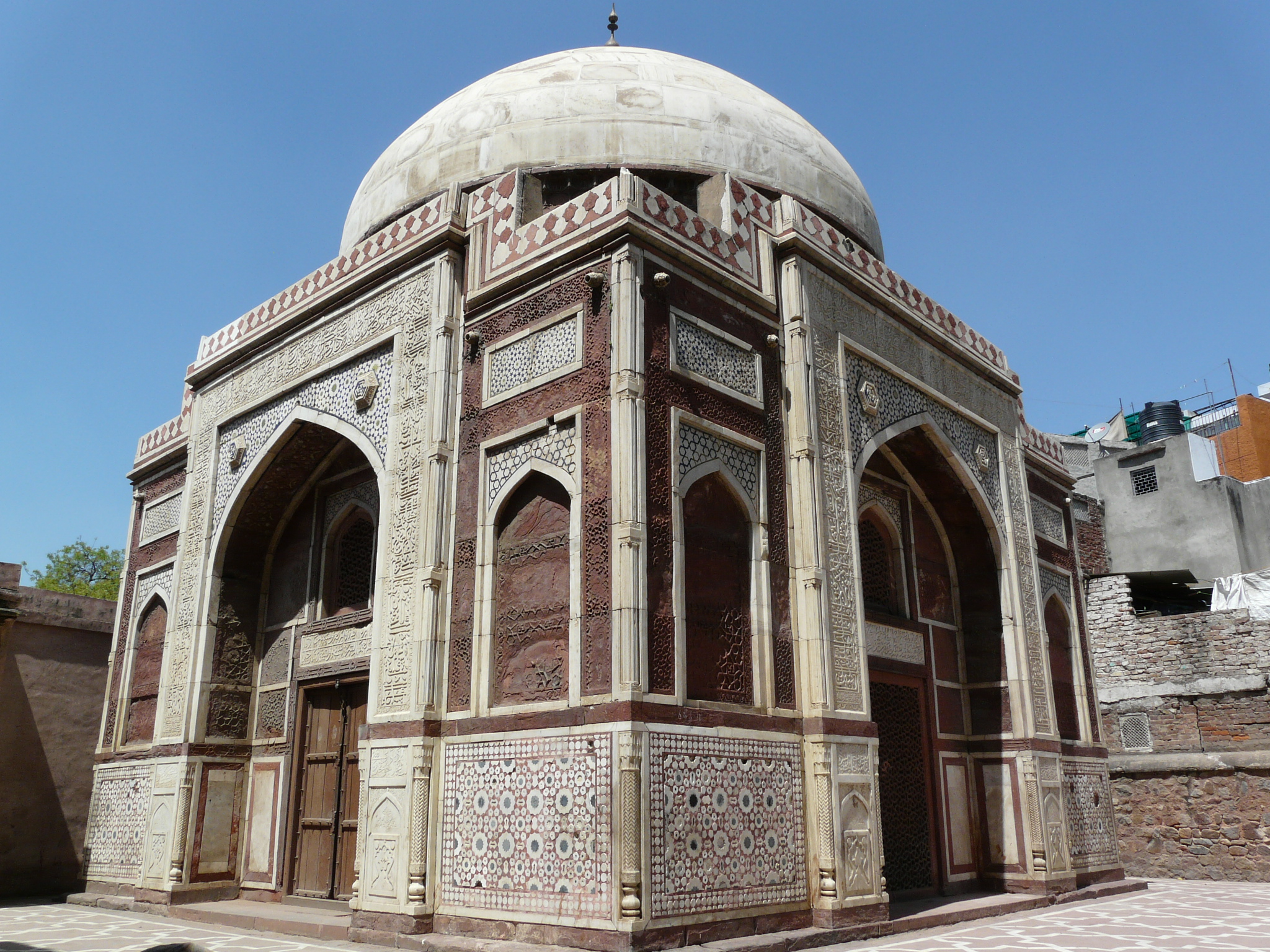
アトガ・ハーン廟（チャウサト・カンバー）

1562年5月16日、アドハム・ハーンは大勢の部下を連れ、アーグラ城の公謁殿でムヌイム・ハーンと会合をしていたアトガ・ハーンを短剣で刺し殺してしまった。養父の死を知ったアクバルの怒りは尋常ではなかった。アドハム・ハーンはアクバルによって顔面を殴られたのちすぐさま処刑され、マーハム・アナガの政権も終わりを告げた。